# Atletica leggera ai Giochi della XXX Olimpiade - 5000 metri piani maschili

Video ufficiale della Finale

Ai Giochi della XXX Olimpiade, la competizione dei 5000 metri piani maschili si è svolta l'8 e l'11 agosto presso lo Stadio Olimpico di Londra.

## Presenze ed assenze dei campioni in carica
Per i campionati europei si considera l'edizione del 2010.
| Competizione         | Atleta            | Prestazione | Londra 2012 |
| -------------------- | ----------------- | ----------- | ----------- |
| Olimpiadi 2008       | Kenenisa Bekele   | 12'57"82    | Solo 10000  |
| Commonwealth 2010    | Moses Kipsiro     | 13'31"25    | Presente    |
| Europei 2010         | Mohammed Farah    | 13'31"18    | Presente    |
| Asiatici 2010        | Ali Hasan Mahboob | 13'47”86    | Solo 10000  |
| Africani 2011        | Moses Kipsiro     | 13'43”08    | Presente    |
| Mondiali 2011        | Mohamed Farah     | 13'23"36    | Presente    |
|                      |                   |             |             |
| Mondiali junior 2008 | Abreham Cherkos   | 13'08”57    | Non selez.  |

## La gara
L'uomo da battere è Mohamed Farah: il britannico di origine somala ha vinto pochi giorni prima i 10.000 con autorità.
Tutti i migliori passano il primo turno. La seconda batteria, vinta da Dejen Gebremeskel in 13'15”15, è la più veloce mai disputata alle Olimpiadi.
In finale Farah controlla la gara fino ai 4300 metri, quando si porta in testa al gruppo. Percorre l'ultimo giro in 52”94 (gli ultimi 800 metri in 1'54”0) e per gli altri non c'è nulla da fare. Nella sua scia, Gebremeskel prevale sul keniota Longosiwa per l'argento.
Mohamed Farah è il settimo atleta a vincere l'oro su 10.000 e 5.000 nella stessa Olimpiade.

## Risultati

### Finale
| Primatista mondiale   | 12'37"35       | Kenenisa Bekele    | Solo 10000 m |
| Primatista stagionale | 12'46"81 (6/7) | Dejene Gebremeskel | Presente     |

1. ↑  Record stabilito nel 2004.
2. ↑  Alla data del 20 luglio 2012.

| Pos.    | Atleta                  | Età | Paese         | Tempo    | Note |
| ------- | ----------------------- | --- | ------------- | -------- | ---- |
| Oro     | Mohamed Farah           | 29  | Gran Bretagna | 13'41"66 |      |
| Argento | Dejen Gebremeskel       | 23  | Etiopia       | 13'41"98 |      |
| Bronzo  | Thomas Pkemei Longosiwa | 30  | Kenya         | 13'42"36 |      |
| 4       | Bernard Lagat           | 38  | Stati Uniti   | 13'42"99 |      |
| 5       | Isiah Kiplangat Koech   | 19  | Kenya         | 13'43"83 |      |
| 6       | Abdalaati Iguider       | 25  | Marocco       | 13'44"19 |      |
| 7       | Galen Rupp              | 26  | Stati Uniti   | 13'45"04 |      |
| 8       | Juan Luis Barrios       | 29  | Messico       | 13'45"30 |      |
| 9       | Hayle İbrahimov         | 22  | Azerbaigian   | 13'45”37 |      |
| 10      | Lopez Lomong            | 27  | Stati Uniti   | 13'48”19 |      |
| 11      | Hagos Gebrhiwet         | 18  | Etiopia       | 13'49”59 |      |
| 12      | Yenew Alamirew          | 22  | Etiopia       | 13'49”68 |      |
| 13      | Mumin Gala              | 26  | Gibuti        | 13'51”26 |      |
| 14      | Cam Levins              | 23  | Canada        | 13'43”87 |      |
| 15      | Moses Kipsiro           | 26  | Uganda        | 13'52”25 |      |